# Chef

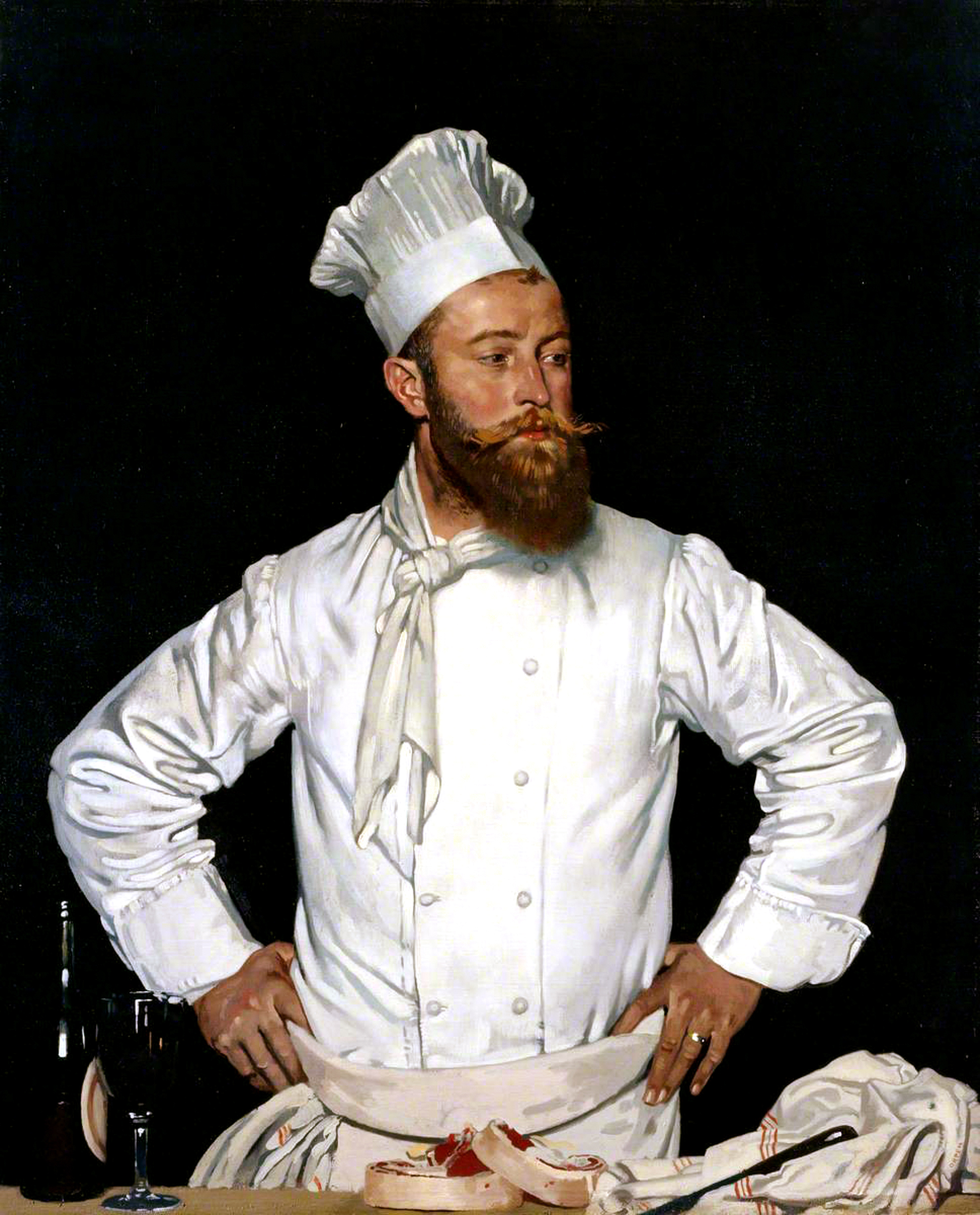
William Orpen, Chef de l'Hôtel Chatham, Paris

Lo chef o capocuoco è un cuoco altamente qualificato, competente in tutti gli aspetti della preparazione del cibo ed è il responsabile dell'intera brigata di cucina. È incaricato dell'impostazione del menù, delle ricette e dell'intera sorveglianza della loro realizzazione.

## Etimologia

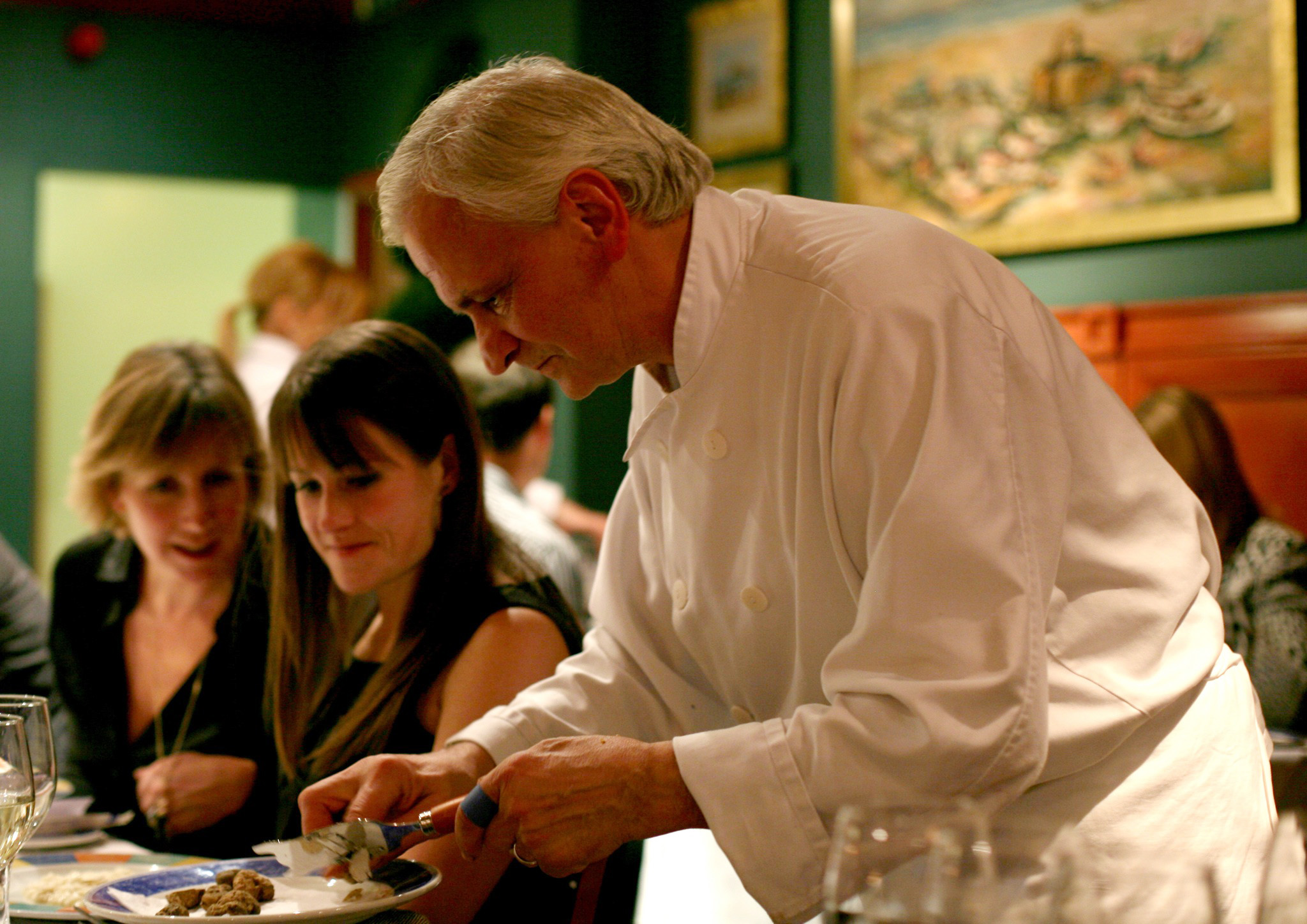
Uno chef francese affetta un tartufo al tavolo

La parola chef è stata ridotta dal termine chef de cuisine, vocabolo francese derivante dal latino caput usato per indicare il capo o comandante, ma può essere inteso anche come padrone o direttore, fatto che crea spesso qualche confusione. Il titolo di chef compare per la prima volta nella haute cuisine del XX secolo. Oggi è spesso usato per riferirsi a qualsiasi cuoco professionista, indipendentemente dal rango, anche se nelle cucine più tradizionali, si riferisce ad un ruolo ben preciso.

## Responsabilità e rischi del lavoro
Lo chef è il capo della brigata di cucina che dirige il personale dei capipartita e di tutti coloro che sono in altri modi addetti alla preparazione degli alimenti. 
- Sviluppo del menù, possibilmente creando nuovi piatti
- Determinazione del prezzo di un piatto e costo della relativa preparazione
- Fornitura di prodotti di qualità, gestione degli approvvigionamenti, verifica degli ordini alimentari
- Coordinazione del lavoro, stabilendo i turni di lavoro e assegnando i giorni di congedo
- Mantenimento di uno stretto contatto con la direzione della struttura e con la reception

Lo chef sta in piedi tutto il giorno mentre lavora e durante i pasti deve lavorare sotto grande pressione. Affronta alcuni rischi del mestiere come i tagli e le ustioni e può essere esposto ai fumi degli olii bruciati, a polveri alimentari e vapori e agli sbalzi di temperatura.

## La formazione professionale
Quasi tutte le imprese che preparano grandi quantità di cibo, quali ad esempio ristoranti ed hotel, assumono uno chef per supervisionare l'andamento della cottura.
Gli chef sono solitamente addestrati tramite un sistema di apprendistato, nel quale dall'inizio della loro carriera compiono numerose mansioni, tutte finalizzate alla preparazione di alimenti, fino a quando finalmente non hanno guadagnato l'esperienza necessaria per diventare uno chef.
Uno chef apprendista, per distinguerlo da uno esperto, è solitamente appellato con il nome di "chef-commis". Inoltre, vi sono scuole culinarie per la formazione di chef situate nei principali centri di cuisine del mondo, quali Parigi, San Francisco, New York, Tokyo ed altre importanti città nel mondo. Gli apprendisti freschi di laurea sono impiegati spesso dal ristorante in cui hanno completato gli studi. Ci sono inoltre programmi in alcune scuole superiori e in università, disponibili per cuochi e chef.

## Titoli deglichef
Di seguito sono riportati i vari titoli dati a coloro che lavorano in una cucina professionale, molti dei titoli si basano sulla brigata di cucina documentata da Auguste Escoffier, mentre altri hanno un significato più generale. Nella concezione moderna e nella cultura popolare i titoli spesso si sovrappongono.

### Executive chef
Il termine executive chef (in italiano capo cucina) sta ad indicare il grado più elevato tra gli chef. È colui che si fa carico delle responsabilità del mestiere. Guida tramite procedure e ordini le dinamiche di servizio e le responsabilità di settore. Sua è la responsabilità di sviluppare il menù e, spesso, di creare dei piatti nuovi. Infatti, dando per scontata una elevata capacità esecutiva, l'executive chef si differenzia dagli altri livelli per la dote di creatività.
Nel caso dei ristoranti famosi perché di proprietà (o in gestione) di celebri chef (e perciò detti "maestri" in quanto hanno cresciuto altri chef) non è detto che il titolare svolga il ruolo di executive chef. Ad ogni modo, in questi casi, la creazione dei piatti rimane sempre appannaggio del blasonato chef titolare.

### Head chef
Lo head chef (letteralmente "capo chef") è usato per designare qualcuno con le stesse funzioni dell'executive chef, ma di grado inferiore. Eventualmente prende le decisioni esecutive di minore rilevanza come la gestione degli approvvigionamenti e la verifica degli ordini alimentari.

### Master chefochef manager
Lo chef manager è un executive chef con più ristoranti. Spesso quello in cui lavora è di sua proprietà, ma svolge lavori riguardanti l'amministrazione di altre attività. È un termine poco conosciuto e per questo poco usato.

### Sous-chef
Il sous-chef ("sotto chef") è al secondo posto nella brigata della cucina. Ad esempio può essere l'assistente esecutivo diretto dello chef capo, ma nelle grandi imprese in paesi anglofoni il titolo può essere fornito a parecchi chef ausiliari, ovvero si può incontrare una gerarchia interna al titolo di sous-chef, articolata nelle figure del sous-chef tout court, del sous-chef senior e del sous-chef junior, i quali sono alle dipendenze dello head chef e responsabili del lavoro svolto dai subordinati chefs de partie e demi chefs.

### Celebrity chef
Il celebrity chef è uno chef che è diventato famoso grazie alle apparizioni nei mezzi di informazione, specialmente in televisione. Spesso sono conduttori di rubriche o programmi culinari.

### Les marmitons
Il termine marmiton (o marmittone) è entrato in uso per rappresentare uno chef "fai-da-te" o casalingo, una persona che ha imparato a cucinare in modo non convenzionale (non ha studiato per diventare uno chef), ma che ha abilità culinarie superiori a quelle dei cuochi di mestiere o delle casalinghe in genere. L'associazione internazionale degli chef "fai-da-te", Les Marmitons, ha sette organizzazioni in cinque paesi. Ogni organizzazione è limitata a 100 individui e l'insieme dei membri è molto stimato.